# Подберезье (Островский район)
Подберезье — деревня в Островском районе Псковской области. Входит в состав Островской волости.
Расположена на автодороге А116 (участок Остров —  Порхов), в 16 км к северо-востоку от города Остров.
| 2001 | 2002 | 2010 |
| ---- | ---- | ---- |
| 4    | ↘2   | →2   |

## История
Деревня до апреля 2015 года входила в состав ныне упразднённой Волковской волости района.